# Nephodia subcolorata
Nephodia subcolorata là một loài bướm đêm trong họ Geometridae.